# بترو دي لواندا (كرة سلة)
بترو دي لواندا هو نادي كرة سلة أنغولا يقع في لواندا. يلعب النادي في الدوري الأنغولي لكرة السلة، ويشارك قاريًا في دوري أفريقيا لكرة السلة (BAL).
تأسس النادي عام 1976، ويضم النادي عدة رياضات منها كرة القدم وكرة اليد. حقق النادي لقبين قاريين، كأس الأندية الأفريقية لكرة السلة عامي 2006 و2015.
1. ↑   {{استشهاد ويب}}: استشهاد فارغ! (مساعدة)